# Finanzplanung
Unter Finanzplanung (englisch financial planning) versteht man den Einsatz von Prognosemethoden zur Erstellung eines Finanzplanes für Unternehmen, öffentliche Haushalte oder Privathaushalte und dessen Umsetzungskontrolle. 

## Allgemeines
In der Betriebswirtschaftslehre wird die Finanzplanung als Teil der gesamten Unternehmensplanung unter besonderer Berücksichtigung der Finanzierungs- und Unternehmensziele diskutiert. Erich Kosiol zufolge ist Finanzplanung eine regelmäßige Aufgabe der Finanzwirtschaft, die in gleichen Zeitabständen vorzunehmen ist. Der aktuelle Kapitalbedarf wird durch Finanzierung bereitgestellt, bei der zwischen Eigenfinanzierung und Fremdfinanzierung zu unterscheiden ist. Er muss das Ergebnis einer vorangegangenen Finanzplanung sein, die ihre Daten zu einem großen Teil aus der Vergangenheit bezieht. Die Aufstellung des Finanzplans stellt die erste Phase der Finanzplanung dar. Aus dieser zeigt sich, ob in Zukunft ein Liquiditätsüberschuss oder ein Kapitalbedarf zu erwarten ist, der in der zweiten Phase als Geldanlage, Investition oder Eigen- oder Fremdfinanzierung zu verarbeiten ist.

## Unternehmerische Finanzplanung
Ausgangspunkt der Finanzplanung anderer Wirtschaftssubjekte ist die in der Betriebswirtschaftslehre entwickelte unternehmerische Finanzplanung. Sie befasst sich mit erwarteten Zahlungsströmen und Kapitalstrukturen, die sich in künftigen Jahresabschlüssen niederschlagen werden.

### Arten
Nach der Länge des Planungshorizonts unterscheidet man zwischen kurz-, mittel- und langfristiger Finanzplanung. Bei der zeitlichen Dauer der Planungshorizonte ist zu bedenken, dass diese je nach Wirtschaftszweig variieren kann. In zyklischen Branchen (etwa Telekommunikation) gibt es kürzere Planungshorizonte als in weniger zyklischen Branchen (Energieversorger). Die kurzfristige Finanzplanung erstreckt sich über einen Zeitraum von einem Monat, die mittelfristige über ein bis zwei Jahre und die langfristige Finanzplanung deckt einen Planungshorizont von drei, fünf oder zehn Jahren ab. Die kurzfristige Finanzplanung befasst sich insbesondere mit der Liquiditätsplanung (Cash Management), die mittelfristige berücksichtigt bereits geplante Investitionen und ihre Finanzierung, die langfristige Finanzplanung hat das Unternehmen in seiner langfristigen Strategie zu begleiten. Entsprechend kann der Planungszeitraum unterteilt werden in operativ (maximal 1 Jahr), taktisch (2–5 Jahre) und strategisch (5 Jahre und darüber hinaus).
Im Hinblick auf das planende Wirtschaftssubjekt gibt es Finanzplanung in Unternehmen, öffentlichen Haushalten und Privathaushalten. Die Finanzplanung bei öffentlichen und privaten Haushalten unterscheidet sich grundlegend von der unternehmerischen Finanzplanung, kann jedoch deren Planungsmethoden und -verfahren modifiziert anwenden.

### Instrumente
Wichtige Instrumente der Finanzplanung sind Kapitalflussrechnung (Cashflow-Planung), Planbilanz, Plan-Erfolgsrechnung, Investitionsplanung und Finanzierungsplan. Die retrospektive Kapitalflussrechnung ermittelt zunächst die Veränderungen von Bilanzpositionen zwischen zwei Bilanzstichtagen, während die prospektive eine Vorschau auf erwartete Positionsveränderungen darstellt. In der Plan-Erfolgsrechnung werden die erwarteten Aufwendungen und Erträge gegenübergestellt, ihre Differenz ist der erwartete Unternehmenserfolg (EBITDA). Die Investitions- und Finanzierungsplanung geht als Teilplan in die Finanzplanung ein und berücksichtigt im Rahmen einer Kosten-Nutzen-Analyse die Auswirkungen geplanter Investitionen. Die größte zeitliche Reichweite besitzt die Bilanzstrukturplanung, deren Aufgabe in der langfristigen Überwachung von Vermögen, Eigenkapital und Schulden besteht. 

### Phasen der Finanzplanung
1. (rückwärtsgerichtete) Finanzanalyse des Ist-Zustandes
2. Soll- und Ist-Analyse
3. Finanzprognose
4. Planung der alternativen Möglichkeiten zur Finanzbeschaffung
5. Planausgleich
6. Kontrolle der Planvorgaben (Finanz- und Liquiditätskontrolle)
7. Planrevision

## Staatliche Finanzplanung
Die staatliche Finanzplanung ist Teil der öffentlichen Finanzen. Die Aufgabe der Koordinierung der Finanzplanung von Bund, Ländern, Gemeinden oder Gemeindeverbänden oblag dem Finanzplanungsrat, an dessen Stelle im April 2010 der Stabilitätsrat getreten ist. Er übernimmt gemäß Art. 109a GG die fortlaufende Überwachung der Haushaltswirtschaft von Bund und Ländern mit dem Ziel der Vermeidung von Haushaltsnotlagen und die Aufgaben des ehemaligen Finanzplanungsrats.

### Haushaltsplan
Der Haushaltsplan enthält alle für das nächste Haushaltsjahr von juristischen Personen des öffentlichen Rechts veranschlagten Haushaltseinnahmen und -ausgaben (Kameralistik) bzw. Erträge und Aufwendungen (Doppik) sowie Verpflichtungsermächtigungen, Planstellen und Stellen aller Verwaltungen sowie spezifische Haushaltsvermerke. Haushaltsführende Stellen wie Bund, Bundesländer, Gemeinden oder Gemeindeverbände, aber auch Anstalten und Körperschaften des öffentlichen Rechts verwirklichen ihre kurzfristige Finanzplanung in einem Haushaltsplan. Der in der Bundeshaushaltsordnung (BHO) und im Haushaltsgrundsätzegesetz (HGrG) geregelte Haushaltsplan dient der Feststellung und Deckung des Finanzbedarfs beziehungsweise bei doppischer Haushaltswirtschaft auch des Aufwands, der zur Erfüllung der Aufgaben des Bundes oder des Landes im Bewilligungszeitraum voraussichtlich notwendig ist (§ 2 HGrG). Der Grundsatz der Wahrheit (§ 9, § 11 BHO) erfordert eine möglichst genaue Berechnung und Schätzung auf Grundlage verlässlicher Daten insbesondere bei den Haushaltseinnahmen. Schätzungen der Konjunktur und Steuerschätzungen bilden die Hauptquellen der Haushaltspläne. Ein Haushaltsplan erzeugt für die in ihm veranschlagten Einnahmen lediglich deklaratorische Wirkungen, weil als Erhebungsnorm außerbudgetäre Rechtsnormen herangezogen werden müssen (insbesondere Steuergesetze oder Verträge). Ein Haushaltsplan muss durch Gesetz oder Satzung parlamentarisch verabschiedet werden und erlangt erst dann als genehmigter Haushalt Rechtskraft.

### Mittelfristige Finanzplanung
Die mittelfristige Finanzplanung hat die Aufgabe, das stabilitätspolitische Gleichgewicht zu sichern und die finanzwirtschaftliche Ordnung aufrechtzuerhalten. Sie wurde zunächst im Juni 1967 im Stabilitätsgesetz (StabG) aufgegriffen. Danach ist der Haushaltswirtschaft des Bundes und der Länder eine fünfjährige Finanzplanung zugrunde zu legen (§ 9 Abs. 1 StabG, § 14 StabG), in welcher Umfang und Zusammensetzung der voraussichtlichen Ausgaben und die Deckungsmöglichkeiten in ihren Wechselbeziehungen zur mutmaßlichen Entwicklung des gesamtwirtschaftlichen Leistungsvermögens darzustellen sind. Ausführlicher hiermit befasst sich das HGrG für Bund und Länder. Gemäß § 50 Abs. 3 HGrG ist der mittelfristige Finanzplan spätestens mit dem Entwurf des Haushaltsgesetzes den gesetzgebenden Organen vorzulegen, wobei eine fünfjährige Finanzplanung zugrunde zu legen ist (§ 50 Abs. 1 HGrG). Wesentlicher Inhalt sind die vorgesehenen Investitionsschwerpunkte.
Zur Koordinierung der Haushalts- und Finanzplanungen des Bundes, der Länder und der Gemeinden und Gemeindeverbände berät der Stabilitätsrat über die zugrunde liegenden volks- und finanzwirtschaftlichen Annahmen. Dabei ist den Verpflichtungen der Bundesrepublik Deutschland aus Rechtsakten der Europäischen Union aufgrund der Art. 121, Art. 126 und Art. 136 AEUV zur Einhaltung der Haushaltsdisziplin den Erfordernissen des gesamtwirtschaftlichen Gleichgewichts Rechnung zu tragen (§ 51 Abs. 1 HGrG).
Der Begriff der mittelfristigen Finanzplanung wird primär in der Kameralistik verwendet. In der Doppik spricht man von der mittelfristigen Ergebnis- und Finanzplanung. Hier wird neben einer mittelfristigen Planung der Einzahlungen und Auszahlungen (Finanzplanung) insbesondere auch eine mittelfristige Planung der Erträge und Aufwendungen (Ergebnisplanung) vorgenommen.
Die mittelfristige Finanzplanung ist unverbindlich, denn sie wird dem Bundestag lediglich zur Kenntnisnahme vorgelegt. Dort spielt sie parlamentarisch kaum eine Rolle und wird im Regelfall an die laufende Haushaltsentwicklung angepasst, anstatt umgekehrt die aktuelle Haushaltsentwicklung zu beeinflussen.

### Mehrjähriger Finanzrahmen der EU
Der Mehrjährige Finanzrahmen (früher: Finanzielle Vorausschau) der Europäischen Union legt den verbindlichen finanziellen Rahmen für den Haushalt der Europäischen Union in einem Mehrjahres-Zeitraum fest. Er wird auf Grundlage eines Vorschlags der Europäischen Kommission vom Rat der Europäischen Union, der in diesem Fall einstimmig entscheidet, gemeinsam mit dem Europäischen Parlament vereinbart. Aktuell gültig ist der Mehrjährige Finanzrahmen für den Zeitraum von 2014 bis 2020.

## Private Finanzplanung
Private Finanzplanung ist die lebenszyklusorientierte Prognose eines Privathaushalts über die künftige Entwicklung von Einnahmen/Ausgaben und Vermögen/Schulden unter Berücksichtigung von Finanzierungs-, Geldanlage-, Altersvorsorge-, Nachfolge- und Steueraspekten bei Beachtung der individuellen finanziellen Ziele. Sie dient der Vorbereitung von Entscheidungen in persönlichen finanziellen Angelegenheiten und wird in der Fachliteratur oft auf Anlageberatung verengt. Die – oft ohne angemessene finanzielle Allgemeinbildung verfügenden – Haushalte müssen in ihrer privaten Finanzplanung drohende finanzielle Risiken berücksichtigen, insbesondere die unzureichende Anpassung der Ausgaben an sinkende Einnahmen, Vermeidung allgemeiner Lebensrisiken, unversicherte Schadenshaftungen, unerwartete Nachzahlungen (Betriebskosten oder Steuern), Scheidung, Tod naher Angehöriger, Arbeitslosigkeit, Gefahren durch konzentrierte Kapitalanlagen (Klumpenrisiko oder Granularität) oder durch überhohen Kapitaldienst bei Krediten. Das hohe Niveau an Privatinsolvenzen in Deutschland scheint zu signalisieren, dass viele Bürger mit der privaten Finanzplanung überfordert sind. Das liegt oft an fehlender oder unzureichender finanzieller Allgemeinbildung.